# ألان بيكر
ألان بيكر (بالإنجليزية: Alan Baker)‏ هو سياسي أمريكي، ولد في 15 يوليو 1956 في الولايات المتحدة. حزبياً، نشط في الحزب الجمهوري. وقد انتخب عضو مجلس نواب ألاباما.